# Anstalten
Anstalten er en sitcom, der er blevet sendt på TV 2 Zulu. Det første afsnit blev sendt d. 11. april 2011. Serien består af seks afsnit og er skrevet af Linda P og Christina Sederqvist. Den er instrueret af Hella Joof.
Serien foregår på den fiktive lukkede anstalt "Lykkebo". Man følger både de ansatte og beboernes liv. Blandt beboerne er kleptomanen og mordbrænderen Jenny, sociopaten Ernst, den skizofrene Leon.
Serien er blevet kritiseret for at give et stigmatiseret og forkert billede af både ansatte på lukkede anstalter, samt psykisk syge beboere.

## Medvirkende
- Rasmus Bjerg som Ernst
- Hella Joof som Sonja
- Mick Øgendahl som Leon
- Tilly Scott som Camilla
- Linda P som Jenny & Miffy
- Christian Tafdrup som Oliver
- Christian Mosbæk som Mandarks